# Horbelev Sogn
Horbelev Sogn er et sogn i Falster Provsti (Lolland-Falsters Stift).
I 1800-tallet var Falkerslev Sogn anneks til Horbelev Sogn. Begge sogne hørte til Falsters Sønder Herred i Maribo Amt. De dannede sognekommunen Horbelev-Falkerslev. Den blev senere delt så hvert sogn blev en selvstændig sognekommune. Ved kommunalreformen i 1970 blev både Horbelev og Falkerslev indlemmet i Stubbekøbing Kommune, der ved strukturreformen i 2007 indgik i Guldborgsund Kommune.
I Horbelev Sogn ligger Horbelev Kirke.
I sognet findes følgende autoriserede stednavne:
- Bregninge (bebyggelse, ejerlav)
- Bønnet (bebyggelse, ejerlav)
- Halskov (bebyggelse, ejerlav)
- Horbelev (bebyggelse, ejerlav)
- Kleppehuse (bebyggelse)
- Maglemose (bebyggelse)
- Meelse (bebyggelse, ejerlav), Melse (i Kong Valdemars: Methæløsæ), landsbyen havde tidligere Telefonstation og Mølle
- Nørre Tåstrup (bebyggelse, ejerlav)
- Ovenby (bebyggelse)
- Pomlenakke (areal)
- Skjoltrup (bebyggelse, ejerlav)
- Strandhuse (bebyggelse)
- Særslev (bebyggelse, ejerlav)
- Søle (bebyggelse)
- Sønder Grimmelstrup (bebyggelse, ejerlav)